# 단양 방곡사 목조칠성여래설법상
단양 방곡사 목조칠성여래설법상(丹陽 傍谷寺 木造七星如來說法像)은 충청북도 단양군 대강면, 방곡사에 있는 조선시대의 불상이다. 2010년 4월 30일 충청북도의 문화재자료 제74호로 지정되었다.

## 개요
방곡사 소장 칠성여래목각탱은 10매의 판목을 세로로 나란히 배치한 후, 상하좌우에서 각 1매의 목재로 고정시켜 틀을 만들어 화면을 형성한 것이다. 칠성불화를 목각에 묘사한 이 작품은 조선후기에 제작된 몇몇의 현존 목각탱이 浮彫와 透彫를 병행한 것과 달리, 부조의 단조로운 형식을 취하고 있다.
칠성여래목각탱의 구성은 치성광여래를 중심으로 좌우 일․월광보살이 협시하고 있다. 이 삼존을 중심으로 좌우에는 7위의 七元星君과 太上老君이 있으며, 그 위로 7여래가 있으며, 이 존상들은 수평으로 3단을 이룬다. 권속들은 1/4정도로 안면을 측면을 틀어 본존을 향하고 있다.
각 존상은 두툼한 양감으로 신체표현이 이루어졌으며, 가슴․복부․팔․다리 등의 신체 각부의 윤곽과 높은 무릎대좌는 볼륨감이 잘 살아있다. 뿐만 아니라 존상들의 새김은 각 존상이 향하는 방향에 따라 좌우로 깊이와 양감을 차별시켜 조각하였다. 이는 깊이 있는 조형지식과 조각기술을 갖추어져야만 가능하며, 이 작품에서는 비교적 자연스럽게 조화를 이루고 있다.
이 목조 칠성여래탱은 비록 刻法이 둔중하기는 하지만, 평면적인 소재를 입체화시키는데 요구되는 정교한 기술들을 충분히 발휘하고 있으며, 칠성여래의 도상을 충실히 재현하고 있다.
방곡사 소장 칠성여래목각탱은 작품의 제작 시기는 많이 올라가지 않지만, 본존 뒤의 직선으로 뻗은 파상형 신광, 본존 무릎의 가로로 놓은 옷 주름 선, 칠원성군들의 원유관(遠游冠)의 형태는 1900년대 초중반에 제작된 칠성여래불화에서 볼 수 있는 요소이다.
제작시기와 관계없이 이처럼 부조에 가까운 목각탱의 유존이 희소하므로 그 자료적 가치가 높은 유물이다.

## 참고 자료
- 단양 방곡사 목조칠성여래설법상 - 국가유산청 국가유산포털